# Mathematical Association of America
Mathematical Association of America (MAA) este o asociație a matematicienilor din SUA, care se ocupă cu teme de matematică pe diferite nivele de la nivel școlar până la matematică superioară la nivel academic. Unul din pionerii ințiatori a organizației a fost „Bejamin Finkel” care a înființat ziarul american „American Mathematical Monthly”. În anul 1916 a luat ființă organizația, care a fost înregistrată în anul 1920 în statul Illinois. La început a fost numai un grup mic care publica articole în ziarul „American Mathematical Monthly”, între timp numărul membrilor asociației a crescut considerabil astfel că în anul 2008, numărul lor a ajuns la  27.000 de membri.
Sediul asociaței este pe adresa 1529 Eighteenth Street, NW, Washington, DC. 20036-1385, USA.
MAA publică în prezent următoarele reviste:
- American Mathematical Monthly
- Mathematics Magazine
- College Mathematics Journal
- Math Horizons
- MAA FOCUS

Mathematical Association of America este ca mărime a doua asociație de matematicieni din SUA  după American Mathematical Society. 